# 830

## Догађаји
- Википедија:Непознат датум — Владавина династије Абасида у Багдаду.
- Устанак Срба под  кнезом Властимиром против Византијског царства.

- Кинг Виглаф од Мерсије вратио је контролу Весекса и враћа се на престо.
- 5. јун - Цар Теофило (16) се оженио се Арменијском племкињом Теодором, у Аја Софији у Цариграду. Током представљања невесте она постаје царица (Аугуста) Византијског царства.
- Византијско-арапски рат: Муслиманска појачања из Ифрикије и Ал-Андалуза (модерна Шпанија) су поразиле византијске снаге под Теодотом у Сицилији, али их куга још једном приморава да се повуку у Мазара Дел Вало и евакуишу у Северну Африку.
- Луј I Побожни се враћа из кампање у Бретањи и заробио га је син Пипин I Аквитански. Ставља га у кућни притвор у Компјењу, а његова супруга Јудитх је затворена на Поитиерима.

## Рођења
- Википедија:Непознат датум — Карломан Баварски, краљ Италије (†880.)